# 加賀真帆
加賀 真帆（かが まほ、1969年11月8日- ）は、QVCジャパンのショッピングナビゲーターである。父親は小説家で精神科医でもある加賀乙彦。

## 来歴・人物
- 雙葉学園を経て成蹊大学を卒業[2][4]。
- ほっと茨城テレビ（HITチャンネル）の朝に放送されていた「グットモーニングいばらき」の火＆金のMCを担当。
- その後、FM群馬アナウンサーを経てフリーアナウンサーとなり、ミュージックフリークTVなどに出演していた。
- 2001年よりQVCジャパンのショッピングナビゲーターを務めている[1][5]。